# غار سیده خاتون
غار سیده خاتون در بخش مرکزی شهرستان ارسنجان قرار گرفته و قدمت آن به پیش از تاریخ برمی‌گردد.
نام این غار برگرفته از نام شخصی است که سال‌ها پیش در این مکان زندگی می‌کرده است. این غار بزرگترین غار باستانی منطقه ارسنجان است که از یک فاصله دور قابل مشاهده است.
آکیرا سونکی (Akira Tsuneki)، سرپرست ژاپنی تیم کاوش غار سیده خاتون می‌گوید: «نزدیک به ۱۰ هزار ابزار سنگی با کاربری شکار در این منطقه کشف شده که با توجه به آن‌ها، قدمت این غار به ۶۰ تا ۷۰ هزار سال قبل برمی گردد. در این غار ابزارهای شکار از جنس سنگ، استخوان‌هایی متعلق به حیواناتی چون اسب و سازه‌ای در کف غار که محل ذخیره آب بوده، کشف شده‌ است».
شقایق هورشید، سرپرست ایرانی تیم کاوش غار پیش از تاریخی سیده خاتون ارسنجان نیز با اشاره به این که در سه فصل کاوش اخیر همچنین بقایایی از ابزار شکار و فسیل و استخوان‌های حیواناتی که شکار شدند، کشف شده می‌گوید: «به‌طور حتم انسان‌هایی از دوره پارینه سنگی که دوره‌ای پیش از باستان است در این محل سکونت داشتند».
غار سیده خاتون در تاریخ ۲۰/۶/۱۳۸۵ و به شماره ۱۶۰۳۸ در فهرست میراث ملی ایران به ثبت رسیده است و بر اساس قوانین مجازات اسلامی تصرف یا تخریب آن پیگرد و مجارات قانونی دارد.

## پیشینه کاووش تاریخی
دکتر جیرو ایکدا (Dr. Jiro Ikeda)، پروفسور انسان‌شناسی طبیعی از دانشگاه «کیوتو» (Kyoto University)، مدت‌ها است، طرحی را با موضوع بررسی و شناسایی انسان‌های پیش از تاریخ در منطقه زاگرس دنبال می‌کند.
در همین راستا، وی در سال ۱۹۷۷ منطقه شمال شرق ارسنجان را مورد بررسی و شناسایی باستان‌شناسی قرار داد تا به چگونگی باز شدن پای انسان «نئاندرتال» را در این حوزه بررسی کند؛ منطقه‌ای به وسعت ۳۰ در۳۰ کیلومتر که منجر به شناسایی ۱۴۴ غار و پناهگاه، ۲۱ محوطه روباز، ۳۱ تپه و ۱۹ محوطه توده سنگی Cairn شد.
در همان سال‌های نخست تحقیق بر اساس نتایج بررسی و شناسایی، نقشه باستان‌شناسی منطقه تهیه و برنامه‌های مطالعات محیط‌طبیعی در برنامه کاوشگران گنجانده شد، نتایجی که مطالعات اولیه آن در سال ۱۹۷۹ میلادی توسط پروفسور «ایکیدا» منتشر گردیده‌است.
از مهم‌ترین داده‌های بررسی‌های پیشین بیانگر اثبات وجود دوره‌های پارینه‌سنگی میانه و فرا پارینه‌سنگی در غارهای منطقه ارسنجان بود، در همین رابطه با بررسی‌های سطح‌الارضی یکی از غارها که با کد K9-5 نامگذاری شده، ابزارسنگی‌های متعلق به پارینه‌سنگی میانه از جمله سرنیزه، رنده و قلم حکاکی و بقایای استخوان حیوانات به دست آمده‌است.
همچنین با بررسی غار بزرگ دیگری موسوم به غار «تنگ سیکان» که با کد A5-3 نامگذاری شده، در سطح این غار ابزار بسیار زیادی از دوره‌های میانه تا فرا پارینه‌سنگی به دست آمد؛ همچنین از پناهگاه کوچک‌تر دیگری با شماره کد A4-2 نمونه‌های اولیه سفال نوسنگی کشف شد که برای مطالعات این دوره بسیار ارزشمند بود.
بنابر این شواهد مسلم است که منطقه ارسنجان یکی از مناطق غنی برای مطالعه تکامل فرهنگ کوچ‌گری از دوره‌های اواسط و اواخر پالئولتیک تا فرا پارینه‌سنگی و نوسنگی است.
به واسطه ابزارهای سنگی به دست آمده از کاوش‌ها می‌توان حدس زد لایه اول و دوم متعلق به دوره اوایل نوسنگی، لایه سوم فرا پارینه‌سنگی و لایه چهارم متعلق به دوره پارینه‌سنگی میانه است.
اکنون این اطمینان حاصل شده که محوطه باستانی A5-3 توالی فرهنگی طولانی حداقل از دوره پارینه‌سنگی میانه تا اوایل نوسنگی داشته‌است. موضوعی که مطالعات و تحقیقات بر روی آن ادامه دارد.

## مشخصات محل
این اثر در فاصله ۴ کیلومتری جاده ارسنجان به آباده طشک قرار دارد.
ارتفاع غار از سطح دریا ۱۶۹۱متر و ارتفاع آن از سطح زمین‌های اطراف ۱۷ متر است، دهانه غار دارای عرض۴۰متر در ارتفاع ۲۲متر بوده و کمی عقب‌تر عرض دهانه غار تنگ‌تر می‌شود، همچنین عرض دهانه ۲۶ متر در ارتفاع ۵/۵ متر و ابعاد داخلی غار حدود ۴۰۰ متر مربع است.

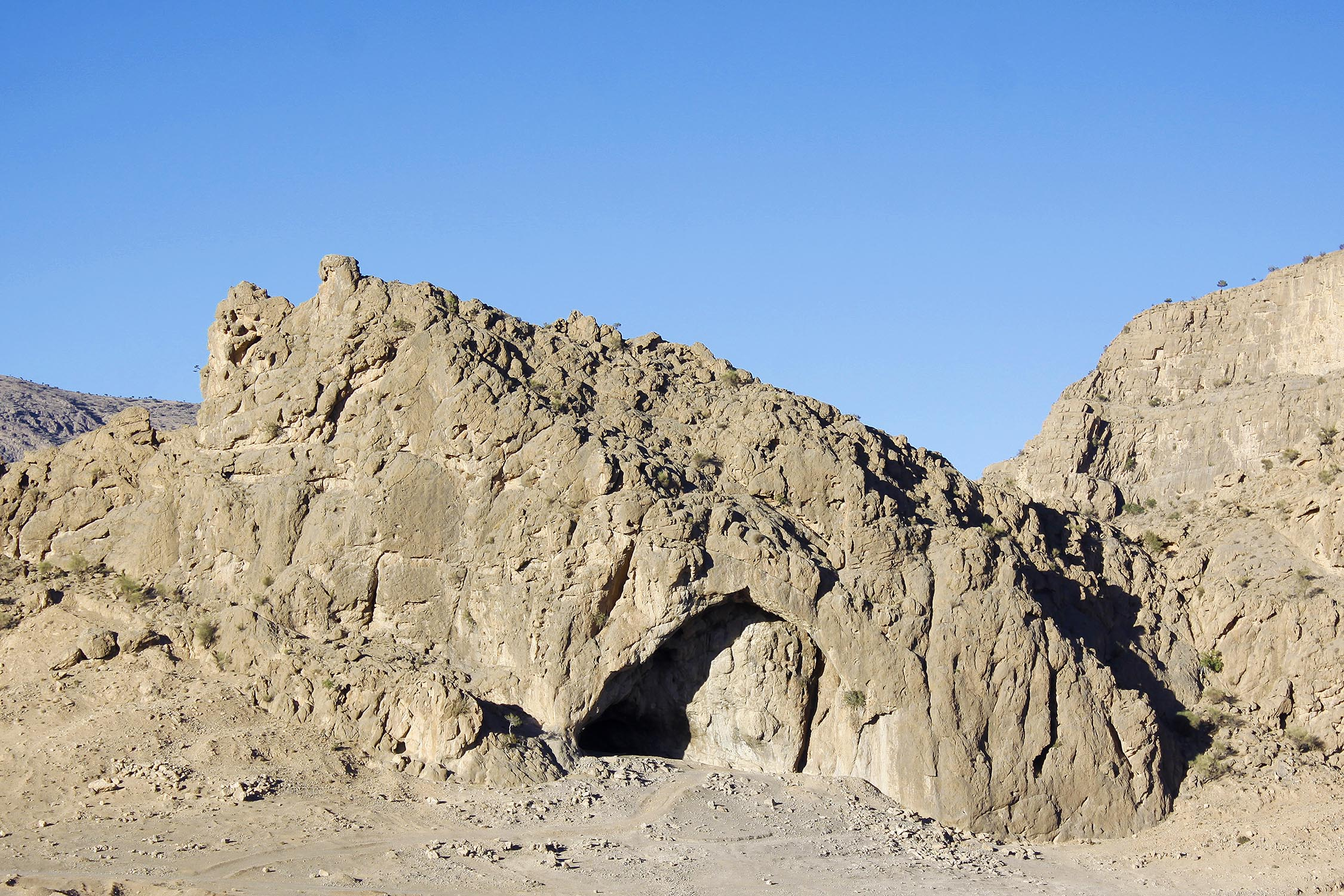
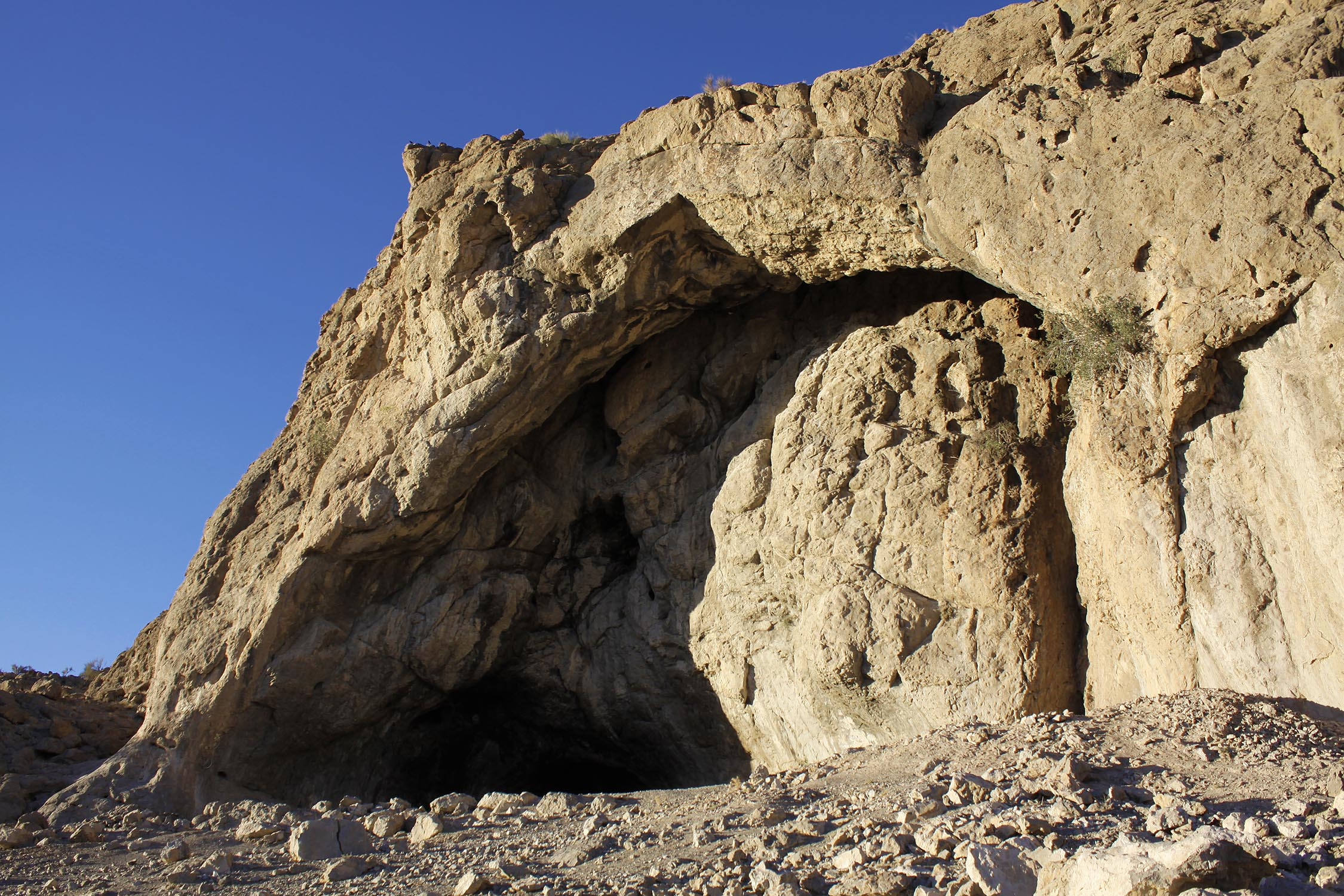